# ساموژاندکی
ساموژاندکی (به لهستانی:  Samorządki) یک روستا در لهستان است که در گمینا گوژنو (استان ماسوویان) واقع شده‌است.